# Sandtjärnen (Svegs socken, Härjedalen, 687191-143172)
Sandtjärnen är en sjö i Härjedalens kommun i Härjedalen och ingår i Ljusnans huvudavrinningsområde.